# Cyprian Vignes

Cyprian Vignes (* 1824; † 1908) war ein gläubiger, evangelischer, kirchlich geprägter Mann aus dem Cevennendorf Vialas, bei dem es zu Glaubensheilungen gekommen sein soll.
Die durch ihn geschehenen Krankenheilungen wurden durch die Zeitschrift von Franz Eugen Schlachter Brosamen von des Herrn Tisch bekannt. Schlachter brachte jahrelang Berichte über diese Heilungen und besuchte Vialas insgesamt zweimal.
Im Jahre 1895 gab Schlachter dann eine Schrift namens Frohe Botschaft für die Kranken heraus, in der er von diesen Heilungen und seiner ersten Reise ebenfalls berichtet. Es folgte dann innerhalb der Serie "Das alte Evangelium" Nr. 3 die Schrift "Eine wiedererweckte Gabe"
Vignes soll ein wohlhabender, aber sehr einfacher und bescheidener Cevennenbauer gewesen sein. Er hatte einen einfachen Glauben daran, dass Gott Kranke heile. Zeitweise soll Vignes pro Jahr bis zu ca. 2000 Briefe von Hilfesuchenden erhalten haben. Er selbst habe kein Aufheben von seiner Person gemacht und die Besucher und auch die Bittsteller auf Gott hingewiesen. Er war aber nicht nur ein Heilungsprediger, sondern versuchte auch, die Menschen zu einem gesunden Lebenswandel zu führen.